# Arbeitsgericht Wertingen
Das Arbeitsgericht Wertingen war ein bayerisches Arbeitsgericht mit Sitz in Wertingen.

## Geschichte
Gemäß Arbeitsgerichtsgesetz vom 23. Dezember 1926 wurden in Deutschland Arbeitsgerichte gebildet. Diese waren nur in der ersten Instanz organisatorisch selbstständige Gerichte, die Landesarbeitsgerichte waren den Landgerichten zugeordnet. Am Landgericht Augsburg entstand so 1927 das Landesarbeitsgericht Augsburg als eines von 23 Landesarbeitsgerichten in Bayern. In Wertingen entstand das Arbeitsgericht Wertingen als eines von zwölf Arbeitsgerichten des Landesarbeitsgerichtes. Sein Sprengel umfasste den Gerichtsbezirk des Amtsgerichtes Wertingen. Es bestand eine allgemeine Kammer für Arbeiter und Angestellte und eine Kammer für das Handwerk.
Bereits 1929 wurde die Zahl der Arbeitsgerichte deutlich reduziert. Das Arbeitsgericht Wertingen wurde aufgehoben und sein Sprengel dem Arbeitsgericht Augsburg zugeordnet.